# 아침마당 (KBS부산방송총국)
《아침마당 부산》은 KBS 부산 1TV에서 매주 금요일 오전 8시 25분에 방송 중인 부산 지역 교양 프로그램이다.

## 기획 의도
부산광역시, 울산광역시, 양산시 지역의 우리 이웃들의 다양한 삶의 이야기를 진솔하게 전하고자 하는 프로그램이므로, 프로그램 제작국(키국)인 서울 KBS 본사와는 별개의 자체방송 프로그램이다.

## 방송 시간
| 방송 채널    | 방송 기간                           | 방송 시간                                |
| ------------ | ----------------------------------- | ---------------------------------------- |
| KBS 부산 1TV | 1997년 10월 25일 ~ 2005년 4월 30일  | 매주 토요일 아침 8:30 ~ 9:30 (1시간)     |
| KBS 부산 1TV | 2005년 5월 6일 ~ 2007년 4월 27일    | 매주 금요일 아침 8:30 ~ 9:30 (1시간)     |
| KBS 부산 1TV | 2007년 5월 4일 ~ 2008년 11월 14일   | 매주 금요일 아침 8:25 ~ 9:30 (1시간 5분) |
| KBS 부산 1TV | 2008년 11월 17일 ~ 2010년 12월 27일 | 매주 월요일 아침 8:25 ~ 9:30 (1시간 5분) |
| KBS 부산 1TV | 2011년 1월 7일 ~ 현재               | 매주 금요일 아침 8:25 ~ 9:30 (1시간 5분) |

## MC
| 대수 | 진행자 | 진행자 | 진행자 | 진행 기간                          | 비고  |
| 대수 | 남성   | 여성   | 남성   | 진행 기간                          | 비고  |
| ---- | ------ | ------ | ------ | ---------------------------------- | ----- |
| 1대  | 김평래 | 우시흥 | 빈칸   | 일자 미상 ~ 일자 미상              |       |
| 2대  | 김평래 | 문혜진 | 빈칸   | 일자 미상 ~ 2018년 2월 2일         |       |
| 3대  | 차재환 | 문혜진 | 빈칸   | 2018년 2월 23일 ~ 2018년 3월 23일  |       |
| 4대  | 차재환 | 우시흥 | 빈칸   | 2018년 3월 30일 ~ 2019년 7월 5일   |       |
| 5대  | 차재환 | 이지현 | 빈칸   | 2019년 7월 12일 ~ 2020년 4월 3일   |       |
| 임시 | 차재환 | 이남미 | 빈칸   | 2020년 4월 10일 ~ 2020년 4월 17일  |       |
| 6대  | 차재환 | 배소빈 | 빈칸   | 2020년 4월 24일 ~ 2021년 4월 9일   |       |
| 임시 | 차재환 | 소유미 | 빈칸   | 2021년 4월 16일                    |       |
| 7대  | 차재환 | 이은솔 | 빈칸   | 2021년 4월 23일 ~ 2021년 12월 31일 |       |
| 임시 | 차재환 | 빈칸   | 하동근 | 2022년 1월 7일 ~ 2022년 1월 14일   |       |
| 임시 | 차재환 | 빈칸   | 한강   | 2022년 1월 21일 ~ 2022년 1월 28일  |       |
| 8대  | 차재환 | 정은혜 | 빈칸   | 2022년 2월 4일 ~ 2023년 1월 6일    |       |
| 임시 | 차재환 | 하이량 | 빈칸   | 2023년 1월 20일 ~ 2023년 2월 10일  |       |
| 9대  | 차재환 | 정은혜 | 빈칸   | 2023년 3월 10일 ~ 2024년 10월 11일 | [ 1 ] |
| 10대 | 차재환 | 정재희 | 빈칸   | 2024년 10월 18일 ~ 현재            |       |

## 패널
| 대수 | 패널   | 패널   | 패널   | 진행 기간                 | 비고 |
| 대수 | 남성   | 여성   | 여성   | 진행 기간                 | 비고 |
| ---- | ------ | ------ | ------ | ------------------------- | ---- |
| 1대  | 김상엽 | 소유   | 김선옥 | 일자미상 ~ 2019년 7월 5일 |      |
| 2대  | 임성환 | 이남미 | 이남미 | 2019년 7월 12일 ~ 현재    |      |